# Exèrcit Blanc

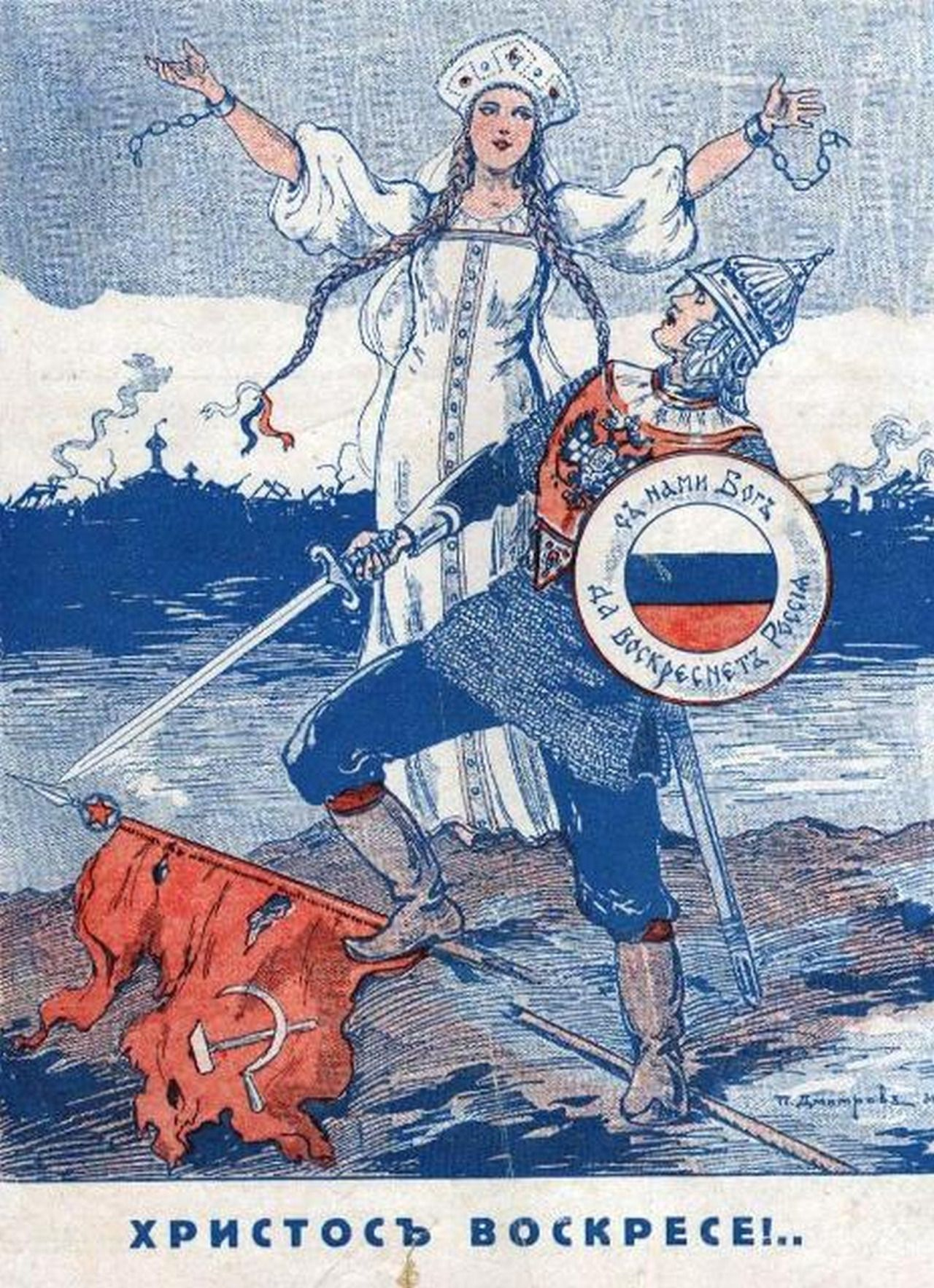
Portada de la revista de l'exili antisoviètic Tschasowoj (El Guàrdia), París, ca. 1932.

L'Exèrcit Blanc (Белая армия) o Guàrdia Blanca (Белая гвардия, белогвардейцы) fou el braç militar del Moviment Blanc durant la Revolució Russa. Els seus membres s'anomenaven blancs (Белые, o despectivament Беляки) o russos blancs (un terme que posseeix altres significats).
Va abastar algunes de les forces russes, tant polítiques com militars, que es van oposar als bolxevics després de la Revolució d'Octubre i que van lluitar contra l'Exèrcit Roig (igual que el nacionalista Exèrcit Verd i l'anarquista Exèrcit Negre) durant la Guerra Civil Russa des de 1918 fins a 1921. El qualificatiu blanc tenia dos significats. Primer, en contraposició als rojos —l'Exèrcit Roig que donava suport als soviètics i comunistes. Segon, la paraula «blanc» tenia connotacions monàrquiques: històricament cada tsar era anomenat solemnement el tzar blanc, i l'ideal monàrquic durant la guerra civil era conegut com a ideal blanc.
En sentit estricte, no existia cap «Exèrcit Blanc»; sense coordinació central, les forces blanques mai van ser més que una feble confederació de grups contra-revolucionaris. La majoria d'oficials que conformaven el nucli de l'exèrcit eren d'ideologia monàrquica, però altres grups donaven suport a altres tendències polítiques: demòcrates, social-revolucionaris i altres opositors de la Revolució d'Octubre. En altres temps i altres circumstàncies, els mateixos grups donarien suport a l'Exèrcit Roig. També va existir un tercer grup conegut com a Exèrcit Verd que s'oposava a ambdós. Les tropes de base de l'Exèrcit Blanc incloïen tant a enemics declarats dels bolxevics (molts cosacs, per exemple) com camperols apolítics reclutats. De vegades, els aliats occidentals de la Triple Entesa i forces estrangeres intervencionistes van proporcionar important assistència a les unitats de l'exèrcit. Això duria a alguns a veure a l'Exèrcit Blanc com a representant dels interessos de les potències rivals.

Mapa de la Guerra Civil Russa. Ofensiva de l'Exèrcit Blanc cap al centre de Rússia.

La Guerra Civil Russa entre blancs i rojos duraria fins a 1921. L'Exèrcit Blanc, en col·laboració ocasional amb les forces intervencionistes estrangeres (japoneses, britàniques, canadenques, franceses, nord-americanes…), va aguantar en algunes zones (especialment Sibèria, Ucraïna i Crimea) durant bastant temps i va posar sobre el terreny un considerable capital humà però va fracassar en la unitat o la cooperació efectiva entre els seus cossos, mentre que l'Exèrcit Vermell a poc a poc va aconseguir avantatge. L'activitat blanca es concentraria posteriorment en cercles d'exiliats. Un gran nombre de russos antisoviétics es van agrupar a Berlín, París, Harbin i Shanghai, establint xarxes culturals que durarien fins a l'època de la Segona Guerra Mundial. A partir d'aquest moment, les seves activitats trobarien acollida als Estats Units.
Després de la seva derrota, va haver-hi romanents i continuacions del moviment en diverses organitzacions, algunes de les quals només van tenir un suport estret, perdurant dins de la comunitat d'emigrants blancs de tot l'estranger fins a la caiguda del comunisme en les revolucions d'Europa oriental de 1989 i la posterior dissolució de la Unió Soviètica entre 1990 i 1991. Aquesta comunitat en l'exili d'anticomunistes sovint es dividia entre els liberals i els segments més conservadors, i alguns encara esperaven la restauració de la dinastia Romanov, inclosos diversos reclamants al tron buit com Nicolau Romanov, Príncep de Rússia (1924-2014) que va viure a Itàlia i el príncep Andrei Romanov (nascut en 1923) dels Estats Units i altres exiliats que desitjaven una república democràtica constitucional a Rússia.

## L'organització del moviment blanc

Bandera actual de Rússia, utilitzada pel Moviment i l'Exèrcit Blanc.

En sentit estricte, no existia un Exèrcit Blanc com a força unificada i menys un «govern» que dirigís al moviment blanc i rivalitzés coherentment amb el govern soviètic. Sense coordinació central, les forces blanques mai van anar més enllà d'una feble confederació de grups contrarevolucionaris. La majoria dels seus membres havia servit en l'exèrcit del tsar Nicolau II i buscaven la tornada de la monarquia a l'Imperi rus. L'absència d'una administració governamental central i la falta d'una prefectura acceptada de forma unànime eren un problema per al moviment blanc, mentre que els bolxevics si que comptaven amb un partit polític i una jerarquia disciplinada i sòlidament establerta que els permetia imposar la seva autoritat sense tensions internes.
El moviment blanc mancava de les estructures polítiques dels bolxevics, i aviat els seus caps militars van començar a convertir-se en veritables autoritats polítiques. Però sense coordinació central, les ambicions de cada grup o camarilla d'oficials van degenerar en greus pugnes entre els blancs. Tal situació es va agreujar en saber-se que el tsar Nicolau II havia estat afusellat amb tota la seva família en Iekaterinburg al juliol de 1918. En mancar des de llavors d'una figura en nom de la qual administrar vastes extensions de territori rus, els generals del moviment blanc es van transformar en petits cabdills regionals gairebé autònoms. Fins i tot va haver-hi extenses regions a Sibèria on simples grups de bandolers locals eren l'única autoritat i sobre les quals els generals blancs no exercien cap mena de control.
La falta d'una organització administrativa competent que organitzés els territoris sota el seu control, es considera la principal causa de la derrota del moviment.
De vegades, els aliats occidentals de la Triple Entesa i forces estrangeres intervencionistes van proporcionar important assistència a les unitats de l'exèrcit. Això portaria a alguns a veure a l'Exèrcit Blanc com a representant dels interessos de les potencies rivals, element que la propaganda bolxevic va aprofitar plenament, difonent que els oficials blancs només obeïen ordres de França i del Regne Unit de Gran Bretanya i Irlanda, contrariant l'interès de Rússia.
La Guerra Civil Russa entre blancs i vermells duraria fins a 1921. L'Exèrcit Blanc va comptar amb la col·laboració ocasional de forces japoneses, britàniques, canadenques, franceses i nord-americanes, entre d'altres. Aquestes potències van aportar al Moviment Blanc, diners, assessorament militar, trens cuirassats i artilleria pesada, a més de rebre entre març i abril de 1918 un cos expedicionari Aliat per intervenir específicament a Sibèria Oriental.
Lentament, el suport d'aquests contingents estrangers va anar disminuint a causa que l'opinió pública als seus països (sobretot a França i Regne Unit) rebutjava la idea de continuar sostenint tropes per combatre a Rússia quan la Primera Guerra Mundial ja havia acabat i els soldats exigien tornar a les seves llars. El creixent aïllacionisme d'EE.UU. a partir d'inicis de 1919 va fer que aquest país també reduís el seu auxili als blancs. Estava en discussió la utilitat de recolzar militarment a un moviment anti-bolxevic molt desorganitzat i sense líders reconeguts per tots, la qual cosa podria implicar malgastar recursos sense apreciar avantatges efectius. Algunes tropes franceses es van oposar a continuar el suport als anti-bolxevic, com en el cas dels motins del Mar Negre. Finalment, els èxits repetits dels bolxevics des de mitjans de 1919 i la seva consolidació com a govern efectiu de Rússia van causar dubtes sobre les possibilitats reals que el règim comunista pogués ser desallotjat del poder, i que al seu torn el moviment blanc aconseguís efectivament substituir-ho.
Una excepció notable a aquesta política va ser Japó, que per la seva proximitat geogràfica a Rússia esperava aprofitar les riqueses naturals de Sibèria, l'explotació de les quals no podien realitzar els blancs a causa de les pressions de la guerra. Els interessos econòmics del Japó justificaven llavors mantenir la presència de tropes en zones de la Sibèria russa. La participació bèl·lica del Japó en la Primera Guerra Mundial havia estat molt petita i, per tant, no hi havia problemes estratègics ni financers que li impedissin sostenir una ocupació militar a Rússia, més encara considerant que l'Exèrcit Blanc depenia per complet del suport material japonès i que, per tant, no s'oposaria a la penetració econòmica del Japó. Un fet clau per la retirada japonesa el 1922, va ser la creació la cració de la República del Llunyà Oest el 6 d'abril de 1920
Els blancs van aguantar bastant temps en algunes zones (especialment en l'est de Sibèria, sud d'Ucraina i Crimea), però des de mitjans de 1919 les forces de l'Exèrcit Roig van començar a obtenir victòries rellevants. El juliol del 1919 l'almirall Aleksandr Kolchak va assumir el comandament militar de l'Exèrcit Blanc a Sibèria i es va revelar com un dels caps militars més capaços dels blancs. Però la falta de coordinació amb altres líders blancs i la impopularitat dels seus cabdills locals van fer que l'Exèrcit Blanc perdés terreny davant el renovat Exèrcit Roig. A finalitats de 1919 els bolxevics havien recuperat la major part de la Rússia europea i havien expulsat als blancs a les zones més remotes de Sibèria. Les tropes blanques, desmoralitzades i en desintegració permanent, van començar a dependre fortament del suport militar japonès al llarg de l'any 1920.
Alguns soldats blancs van lluitar sota la direcció del autoproclamat «general» Grigori Semiónov, formant bandes armades dedicades al pillatge. Uns altres van passar a Mongòlia, on van establir un règim pro-rus a les ordres del baró Roman von Ungern-Sternberg, a costa de considerables baixes. Però van fracassar en la unitat o la cooperació efectiva entre els seus cossos, mentre que l'Exèrcit Roig aconseguia gradualment avantatge i prenia el poder a Mongòlia.

## Principals nuclis del moviment blanc
Gràcies a la feblesa inicial del govern soviètic, els seus enemics van poder organitzar-se amb impunitat. Les principals agrupacions anti-soviètiques van ser:
- L'Exèrcit de Voluntaris i altres forces (finalment agrupades en 1919 en les «Forces Armades del Sud de Rússia») es va centrar a l'est d'Ucraïna, a la regió del baix Do i de Kuban.
- L'Administració Suprema de la Regió Nord i el seu successor el Govern Provisional de la Regió Septentrional, en el nord de Rússia, amb el ports àrtics de Múrmansk i Arkhànguelsk.
- L'Exèrcit del Nord-oest, que va operar entre Estònia i Petrograd.
- L'«Exèrcit Rus» de l'almirall Aleksandr Kolchak, que va controlar gran part de Sibèria.

## Ideologia
La ideologia del Moviment Blanc va estar en permanent desenvolupament durant la guerra civil. Els generals Kornílov i Denikin van sostenir certes formes de base ideològica però cap era tan concreta o coherent com la del general Wrangel durant l'anomenat «experiment de Crimea» el 1920. Va ser aquí on Wrangel va plantejar breument el nucli del «ideal blanc», que feia èmfasi en l'alliberament de Rússia dels bolxevics i altres forces «anàrquiques», l'establiment d'un govern just i honrat, la protecció dels fidels contra les persecucions religioses, els drets del pagès a la propietat de la terra i l'oportunitat de tots els russos de triar a un «líder». Per les idees albergades per la majoria dels seus oficials i per les mesures aplicades allí on van controlar el territori, no obstant això, el moviment va ser en la pràctica conservador i reaccionari.
Els militars russos que van acabar dirigint el moviment, van donar erròniament un paper secundari a la política en el seu moviment d'oposició als soviètics. Més capaços militarment que els socialistes moderats, que també s'oposaven al govern de Lenin, eren, no obstant això, menys populars. Ideològicament la seva varietat era major que la dels seus enemics i mancaven d'una doctrina tan clara i un dirigent tan respectat com Lenin entre els soviètics. En qüestions fonamentals, com la forma de l'Estat (monarquia o república), la conveniència de pactar amb els Imperis Centrals o mantenir el pacte amb els Aliats, o l'aplicació d'una reforma agrària, no hi havia acord en les seves files. Políticament ineptes i ansiosos per evitar tensions en el seu si, van ser incapaços de presentar un programa polític que guanyés les simpaties de la població, van tractar d'evitar en tant que sigui possible qualsevol qüestió que produís desacords i van permetre que la propaganda dels seus enemics presentés la seva ambigüitat i indecisió en el pitjor aspecte possible.
Malgrat l'origen humil de molts dels oficials que van dirigir les forces «blanques», aquest no va ser utilitzat per contrarestar la propaganda soviètica que acusava al moviment d'afavorir únicament a les classes privilegiades. Conservadors i hostils a la intel·lectualitat independentment del seu origen social, els oficials mancaven d'habilitat política. Fruits d'un sistema educatiu endarrerit, especialment el militar, els oficials aprenien a rebutjar la cultura i l'educació, a mantenir-se aïllats del món exterior i sostenir una postura fonamentalment conservadora. Ensenyats a mantenir-se allunyats de qualsevol ideologia potencialment subversiva i acceptant l'ordre social i polític de la autocràcia en el qual s'havien format abans de la Primera Guerra Mundial, els oficials, malgrat el seu conservadorisme, es definien a si mateixos com a «apolítics», veient la política com alguna cosa a rebutjar. En general, consideraven als polítics, en el seu enteniment restringit de la política, com esvalotadors i enemics del tsar. Majoritàriament havien rebutjat l'experiment revolucionari de 1905. El moviment mai va arribar a fer ús efectiu dels polítics que els formaven, lliurant les tasques administratives a antics polítics i gestors tsaristes desacreditats o a brutals oficials. En el Sud, amb l'arribada de Piotr Wrangel al comandament de l'Exèrcit de Voluntaris al començament de 1920, aquesta preferència va ser un dels principals problemes alhora de guanyar-se la simpatia de la població. Aquesta preferència per les figures de l'antic règim va assegurar la percepció per part de la pagesia del moviment com a reaccionari.
Preocupats, a diferència de la majoria de la població, amb els problemes de la legitimitat del Govern i la sobirania popular, van deixar de costat els problemes socials, econòmics i administratius. El seu programa variava depenent de la sort de les seves armes: més conservador als moments de victòria i més progressista en els de derrota, reforçant la impressió d'hipocresia del moviment, que albergava objectius més conservadors que els que proclamava als moments de majors dificultats. Malgrat definir-se com a apolític i més enllà de la lluita de classes, el moviment era en la pràctica conservador i afavoria als rics i poderosos, deixant patent la falsedat de la seva pretesa neutralitat.
Malgrat el seu interès per guanyar-se el favor de la pagesia, a diferència del proletariat urbà, considerat hostil, el moviment es va trobar amb l'obstacle de la seva idea conservadora i populista del camperol heretada de l'antic règim: sofert, infantil devot i monàrquic, manipulat per l'agitador extern, el jueu.

### Nacionalisme rus
Defensors del nacionalisme rus centralista, això va dificultar l'enteniment amb altres forces anti-soviètiques nacionalistes i va ser una de les principals febleses del moviment. Incapaços d'acceptar les ambicions dels nacionalismes perifèrics, els van convertir en enemics.
Els generals «blancs» van centrar el seu escàs programa polític en el patriotisme rus, present en totes les seves declaracions públiques, mentre que deixaven de costat les qüestions socials. Les crides patriòtiques, no obstant això, van resultar inútils enfront de la indiferència camperola.

### Antisemitisme
L'estès antisemitisme de l'Imperi rus es va estendre entre els oficials, transformant-se al començament del segle xx de religiós a racial. Els jueus no podien ascendir a oficials, encara que sí servir en l'Exèrcit. Considerats mals soldats i esvalotadors que propagaven idees subversives, els militars poques vegades intervenien en els excessos contra la població jueva.
Els oficials «blancs» van convertir la seva obsessió pel «agitador jueu», herald de les noves idees que «contaminaven» la puresa russa, en peça essencial de la seva ideologia. Amb un odi patològic, els militars acusaven als jueus de qualsevol revés, associant als jueus en conjunt amb el règim bolxevic. L'ús dels jueus com a caps de turc del que consideraven mals de Rússia evitava a més haver de fer una anàlisi de les exigències i problemes reals del país.
Malgrat el rebuig formal dels pogroms, que van suposar la mort d'unes 100.000 persones a Ucraïna, els generals blancs no els van impedir.

### Esperit combatiu
Malgrat haver-se oposat al començament a la Primera Guerra Mundial, conscients de la falta de preparació del país per a la contesa, l'oficialitat va desenvolupar aviat un interès en la guerra que en altres sectors de la població va ser passatger, produint una desconfiança dels militars cap a aquests.
Favorables en la seva majoria al tsar i al govern autocràtic, no es van oposar a la Revolució de Febrer, malgrat la seva desconfiança cap a la mateixa, perquè consideraven que qualsevol acció hagués afeblit el front. Van acceptar l'abdicació del sobirà com un sacrifici per mantenir l'esforç de guerra. La seva falta d'experiència política tampoc facilitava una possible intervenció. La posterior desorganització de l'Exèrcit, de la qual els oficials van culpar a la nova república, va aguditzar la seva hostilitat cap a aquesta. La seva antipatia pels polítics liberals i polítics del Govern Provisional Rus, que tampoc desitjaven una revolució social, va paralitzar als oficials durant la Revolució d'Octubre i va impedir abans la col·laboració entre tots dos grups.
La seva hostilitat a Alemanya va comportar dificultats pels anti-soviètics, necessitats en algunes zones de la seva ajuda però dividits sobre la conveniència de pactar amb el fins llavors enemic.

### La qüestió agrària
Format principalment per la burgesia i centrat en guanyar militarment els soviètics, el moviment no va ser capaç d'acceptar com a necessària la revolució en el camp per aconseguir el suport camperol ni de plantejar un programa polític que rebés el recolzament del poble. Els escassos plans de reforma agrària, basats en essència al programa de mínims de 1917 dels kadets, no es va arribar a aplicar, però no hagués estat popular, defensant com feia els interessos dels terratinents. Amb els plans de les comissions creades sota el Govern de Denikin, es va calcular que els pagesos haurien de retornar tres cambres de les terres obtingudes des de 1917, guanyant-se així l'hostilitat d'aquests. L'administració de Denikin va optar per retardar la decisió a la reunió de l'Assemblea constituent, amb desastrosos resultats polítics.
La devolució de la terra als seus antics propietaris als territoris sota control «blanc» i el lliurament de l'administració local, allí on no regnava el terror o el comandament militar, als terratinents locals i la policia tsarista van indicar la intenció del moviment de reprendre el desacreditat sistema imperial de gestió local.
L'«experiment de Crimea» de Wrangel, que anteriorment s'havia oposat com a molts altres conservadors a les tèbies reformes proposades per Denikin, que va començar en l'estiu de 1920, va ser molt tardà per entusiasmar a grans masses de la població, ja que tenia lloc en una fase de la guerra en la qual els bolxevics ja havien aconseguit l'avantatge militar, mentre que els blancs perdien suport de francesos i britànics. Els plans de Wrangel, de complicada aplicació, no van poder fructificar, repartint-se poques terres durant la seva posada en pràctica. En qualsevol cas, els seus plans de reforma agrària afavorien als camperols rics, no als pobres, seguint el deixant de les reformes de Piotr Stolypin.
Malgrat la impopularitat de moltes mesures soviètiques, la pagesia finalment preferia el Govern de Lenin al retorn de l'antic règim que prometia en la pràctica la victòria del moviment.
Així mateix el caràcter exclusivista i elitista que caracteritzava als oficials blancs durant el tsarisme no havia desaparegut del tot, i això feia molt difícil aconseguir l'adhesió de les masses populars, la qual cosa generava greus problemes quan els líders blancs intentaven reclutar tropes lleials a la seva causa. En les últimes fases de la guerra els batallons de l'Exèrcit Blanco comptaven amb una proporció excessiva d'oficials en comparació dels soldats reclutats.

## Després de la Guerra Civil russa
Després de la fi de la Guerra Civil Russa, els conceptes de Wrangel van ser plasmats en una ideologia concreta per pensadors russos com Iván Ilyín, basada principalment en les idees dels paneslavistes.
Les tendències monàrquiques van ser molt fortes entre els oficials veterans blancs, el republicanisme era més estrany. L'agost de 1922, dos mesos abans de ser expulsats els blancs del seu últim baluard en Vladivostok, l'exèrcit blanc del Llunyà Est del general Mijaíl Ditterix arribaria tan lluny com per convocar el Zemskiy Sobor de Preamursk i triar (sense la seva participació) al Gran Duc Nicolau Nikoláyevich Romànov com a tsar de totes les Russies.
Tan bon punt va ser vençuda la Guàrdia Blanca, el Comitè Executiu Central Panrus i el Soviet de Comissaris del Poble van declarar, mitjançant un decret de 1921, que entre dos i tres milions de persones (entre els quals es trobaven antics russos blancs o opositors a la Revolució d'Octubre) passaven a ser apàtrides. Després d'això va haver-hi una forta emigració de russos anti-soviètics, agrupant-se a Berlín, París, Harbin i Shanghái, establint xarxes culturals que durarien fins a la Segona Guerra Mundial, com el Partit Feixista Rus format per aquests exiliats a Manxúria, Japó. Estats Units acollirà part d'aquest Partit Feixista Rus, formant l'Organització Feixista Russa, amb seu en Connecticut.
Després de la caiguda del feixisme a la Segona Guerra Mundial, l'activitat blanca es concentrarà en cercles d'exiliats recolzats per EE.UU. i intents fallits d'infiltrar-se a la Unió Soviètica, tractant de contactar amb simpatitzants blancs que haguessin quedat a Rússia ocultant les seves antigues idees.
El Moviment Blanc va ser la primera força organitzada que va entrar en lluita armada contra la Internacional Comunista a Rússia. El tinent general monàrquic I. K. Miller, que va ser el 1919-1920 un dels caps del Moviment Rus Blanc i que va encapçalar en l'exili la "Unió Militar Russa" (ROVS), va declarar en iniciar-se la Guerra Civil Espanyola el 1936 que la Croada contra el comunisme començada a Espanya era continuació de la Lluita Blanca i va cridar als nacionalistes russos al fet que s'enrolessin com a voluntaris en l'exèrcit dels colpistes del general Francisco Franco. Uns vuitanta membres de la ROVS i altres nacionalistes russos van aconseguir de forma individual entrar a l'estat espanyol, on van integrar un destacament rus que formava part del Terç Donya María de Molina. Els anticomunistes russos van lluitar també en les files de la Legió Estrangera Espanyola i altres unitats de l'Exèrcit Nacional.

## Personatges destacats del Moviment Blanc
- Mijaíl Vasílievich Alekséyev
- Stanisław Bułak-Bałachowicz
- Antón Ivánovich Denikin
- Mijaíl Gordéyevich Drozdovski
- Aleksandr Ilich Dútov
- Iván Aleksándrovich Ilyín (ca:Ivan Ilín)
- Alekséi Maksímovich Kaledin
- Aleksandr Vasílievich Kolchak
- Lavr Gueórguievich Kornílov
- Piotr Nikoláyevich Krasnov
- Aleksandr Pávlovich Kutépov
- Viacheslav Grigórievich Naúmenko
- Serguéi Leonídovich Márkov
- Vladímir Zinóvievich May-Mayevski
- Yevgueni Kárlovich Míller
- Gran Duc Nicolás
- Víktor Leonídovich Pokrovski
- Grigori Mijáilovich Semiónov
- Andréi Grigórievich Shkuró
- Konstantín Rodzayevski
- Anastasy Vonsyatsky
- Baró Roman von Ungern-Sternberg
- Piotr Nikoláyevich Wrangel
- Nikolái Nikoláyevich Yudénich
- Vladímir Kápel